# Jean Meyer
Jean Fredrik Henrik Meyer (Johann Friedrich Heinrich Meyer), född 26 februari 1822 i Hamburg, död 26 mars 1893 i Stockholm, var en tysk-svensk violinist. 

## Biografi
Jean Meyer föddes 1822 i Hamburg. Meyer var 1848–1852 samt efter 1861 anställd som förste violinist vid Kungliga Hovkapellet i Stockholm, där han 1866 blev andre och 1872 förste konsertmästare samt 1882 fick avsked med pension. Han uppträdde med bifall på konserter i Sverige, Finland och Ryssland samt utgav kompositioner för violin och piano. Han gifte sig 1854 i Sankt Petersburg med pianisten Virginie Paban. Meyer avled 1893.